# Усадищи (Ленинградская область)
Усадищи — деревня в Ям-Тёсовском сельском поселении Лужского района Ленинградской области.

## История
Деревня Усадища упоминается на карте Новгородского наместничества 1792 года А. М. Вильбрехта.

УСАДИЩИ — деревня при реке Оредеж. Усадищского сельского общества, прихода села Никольского.
 
Крестьянских дворов — 69. Строений — 369, в том числе жилых — 53. Школа, 4 ветряных мельницы, 4 мелочных лавки, 2 питейных дома. 

Число жителей по семейным спискам 1879 г.: 189 м. п., 179 ж. п.; по приходским сведениям 1879 г.: 191 м. п., 182 ж. п.

Сборник Центрального статистического комитета описывал её так:

УСАДИЩА — деревня бывшая удельная, дворов — 53, жителей — 385; Школа, 2 лавки. (1885 год)

В конце XIX — начале XX века деревня административно относилась к Тёсовской волости 3-го стана 3-го земского участка Новгородского уезда Новгородской губернии.

УСАДИЩИ — Усадищского сельского общества, дворов — 77, жилых домов — 77, число жителей: 148 м. п., 191 ж. п. 

Занятия жителей — земледелие, выпас телят. Хлебозапасный магазин, 2 мелочных лавки. (1907 год)

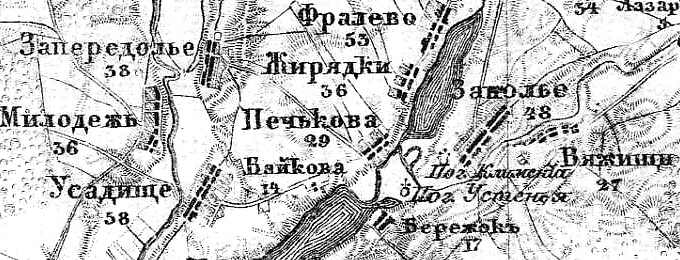
Деревня Усадищи на карте 1915 года

Согласно карте из «Исторического атласа Санкт-Петербургской Губернии» 1915 года деревня называлась Усадище и насчитывала 58 крестьянских дворов.
С 1917 по 1927 год деревня Усадище входила в состав Тёсовской волости Новгородского уезда Новгородской губернии.
С 1927 года, в составе Печковского сельсовета Оредежского района.
В 1928 году население деревни Усадище составляло 323 человека.
По данным 1933 года деревня называлась Усадищи и входила в состав Печковского сельсовета Оредежского района.
C 1 августа 1941 года по 31 января 1944 года деревня находилась в оккупации.
С 1959 года, в составе Лужского района.
В 1965 году население деревни Усадище составляло 219 человек.
По данным 1966 года деревня называлась Усадищи и также входила в состав Печковского сельсовета Лужского района.
По данным 1973 и 1990 годов деревня Усадищи входила в состав Приозёрного сельсовета.
По данным 1997 года в деревне Усадищи Приозёрной волости проживали 70 человек, в 2002 году — 57 человек (все русские).
В 2007 году в деревне Усадищи Ям-Тёсовского СП проживали 45 человек, в 2010 году — 41, в 2013 году — 43.

## География
Деревня расположена в восточной части района на автодороге 41К-662 (Оредеж — Тёсово-4 — Чолово).
Расстояние до административного центра поселения — 11 км.
Расстояние до ближайшей железнодорожной станции Чолово — 18 км. 
Деревня расположена на северном берегу Пристанского озера — разлива реки Тёсова.

## Демография
| 1879 | 1885 | 1909 | 1928 | 1965 | 1997 | 2007 |
| ---- | ---- | ---- | ---- | ---- | ---- | ---- |
| 368  | ↗385 | ↘339 | ↘323 | ↘219 | ↘70  | ↘45  |
| 2010 | 2013 | 2017 |      |      |      |      |
| ↘41  | ↗43  | ↘35  |      |      |      |      |

## Фото

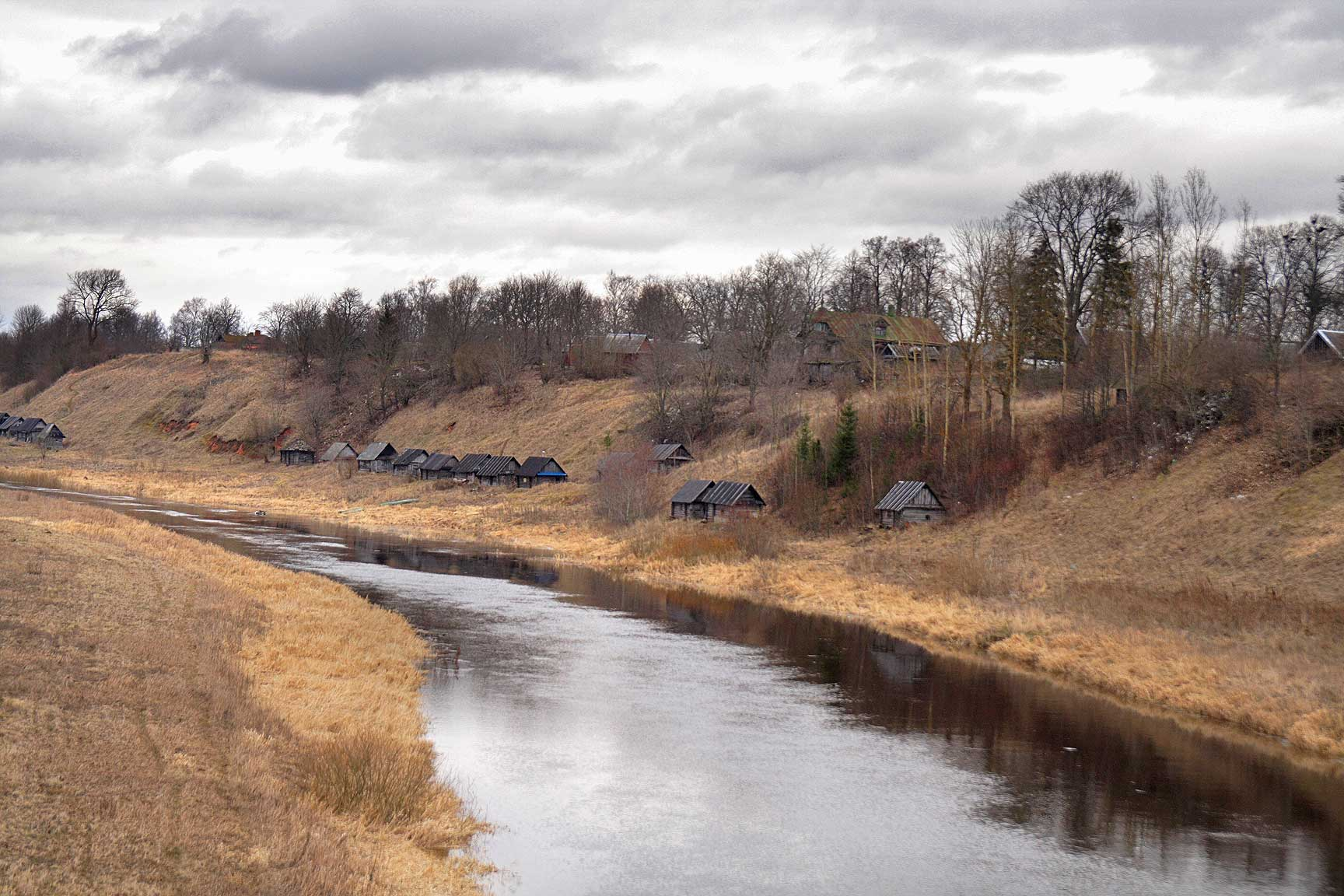
Река Оредеж в деревне Усадищи

## Улицы
Центральная.